# Église Notre-Dame de la Rivière
Pour les articles homonymes, voir Église Notre-Dame.
L'église Notre-Dame de la Rivière est une église catholique située à Beaumont, en France.

## Localisation
L'église est située dans le département français du Puy-de-Dôme, sur la commune de Beaumont.

## Historique
L'édifice date du XIIIe siècle. Il est inscrit au titre des monuments historiques en 1926.